# Non-proliferatieverdrag
Het Non-proliferatieverdrag (NPV), officieel het Verdrag inzake de niet-verspreiding van kernwapens, is een verdrag dat het bezit van kernwapens beperkt. Het is gebaseerd op drie pijlers: non-proliferatie, ontwapening en het recht om kernenergie voor vreedzame toepassingen te gebruiken. Het NPV is op 1 juli 1968 opengesteld voor ondertekening en anno 2018 door 191 staten geratificeerd (189 VN-leden en waarnemers Vaticaanstad en Palestina; ook Taiwan beschouwt zich gebonden door het NPV). Het trad op 5 maart 1970 in werking. Vier VN-leden hebben het verdrag nooit ondertekend: India, Pakistan en Israël (alle drie kernwapenstaten, al heeft Israël dit nooit bevestigd), alsmede het in 2011 onafhankelijk geworden Zuid-Soedan. Noord-Korea kondigde op 10 januari 2003 aan zich uit het verdrag terug te trekken. Nederland ondertekende het verdrag direct bij de openstelling. Ratificatie vond plaats op 2 mei 1975.

## Non-proliferatie
Tijdens het opstellen van het verdrag waren er vijf landen met beschikking over kernwapens: de Verenigde Staten (VS), Sovjet-Unie, Verenigd Koninkrijk (VK), Volksrepubliek China (China) en Frankrijk. 
In het verdrag is vastgelegd dat:
- het bezit van kernwapens tot deze vijf landen (alle permanent lid van de Veiligheidsraad van de Verenigde Naties) wordt beperkt en dat zij de benodigde technologie niet aan andere landen zullen overdragen.
- Zij zullen geen kernwapens inzetten zolang ze niet met kernwapens worden aangevallen (No first use). In de loop der tijd zijn de details hiervan gewijzigd en de VS en het VK hebben aangegeven kernwapens te kunnen inzetten als zij worden aangevallen met biologische of chemische wapens.
- Het verdrag bepaalt dat de landen die over kernwapens beschikken hun voorraden reduceren.

## Vreedzame toepassingen
Om voldoende draagvlak voor het verdrag te creëren, wordt het gebruik van kernenergie voor vreedzame toepassingen expliciet toegestaan, inclusief het verrijken van uranium. Voor enkele ondertekenaars van het verdrag is dat een heikel punt, omdat hiermee de ontwikkeling van kernwapens slechts een kleine stap verwijderd is. De enige barrière hiervoor is politieke wil. De directeur van het Internationaal Atoomenergie Agentschap is van mening dat door deze regeling 40 landen wereldwijd in staat zijn om (al dan niet in het geheim) kernwapens te ontwikkelen. Volgens Mohamed ElBaradei is het enige alternatief hiervoor het volledig uitbannen van de nucleaire brandstofcyclus.

## Situatie per land

### India en Pakistan
India en Pakistan zijn de enige landen die toegegeven hebben over kernwapens te beschikken zonder het verdrag te hebben ondertekend. India heeft in 1974 de eerste test uitgevoerd met kernwapens en beschikt in 2025 over vermoedelijk 180 kernkoppen. Pakistan voerde de eerste test uit in mei 1998 en beschikt in 2025 over vermoedelijk 170 kernkoppen.

### Iran
Iran is ondertekenaar van het verdrag. Het land heeft een eigen atoomprogramma, waarin het nucleaire technologie ontwikkelt. De officiële doelen van het programma zijn bevordering van de nucleaire geneeskunde en energieopwekking. Iran wordt er door het Westen van verdacht in het geheim kernwapens te ontwikkelen. 
Het IAEA heeft geconcludeerd dat Iran tot 2003 mogelijk aan een kernwapen heeft gewerkt, maar daarvoor was ook in 2012 nog geen bewijs. De Amerikaanse inlichtingendiensten zijn tot eenzelfde conclusie gekomen. Tegen het land werden sancties ingesteld vanwege het atoomprogramma en Iran verleende niet alle medewerking aan de inspecteurs van het IAEA. Medio 2015 werd overeenstemming bereikt. Iran belooft geen kernwapens meer te ontwikkelen en in ruil daarvoor worden de economische sancties opgeheven. In mei 2018 trok de VS zich terug uit het nucleaire Iran-akkoord. President Donald Trump herstelde de economische sancties tegen het land en scherpte ze nog verder aan: ook andere landen kunnen worden gestraft als ze met Iran handeldrijven.

### Israël
Israël heeft het NPV niet ondertekend. Hoewel Israël bevestigt noch ontkent in het bezit te zijn van kernwapens, heeft het verklaard over de technologie te beschikken zulke wapens te produceren. De schattingen over de hoeveelheid kernkoppen die het zou bezitten, werden bijgesteld na de openbaarmakingen van Mordechai Vanunu die gedetailleerd vertelde over het geheime kernwapenprogramma van Israël in Dimona.

### Noord-Korea
Noord-Korea heeft het verdrag ondertekend, maar zich op 10 januari 2003 teruggetrokken en bekendgemaakt over kernwapens te beschikken. Sinds juli 2005 is er zeslandenoverleg gaande tussen Noord-Korea, Zuid-Korea, China, Japan, Rusland en de Verenigde Staten over het Kernwapenprogramma van Noord-Korea. Begin augustus 2005 liepen deze besprekingen volledig vast.
Op 9 oktober 2006 voerde Noord-Korea een kernproef uit. Dit bracht wereldwijd veel opschudding teweeg. De VN-Veiligheidsraad kwam nog dezelfde dag in een spoedzitting bijeen en veroordeelde de kernproef.
Op 25 mei 2009 heeft Noord-Korea wederom een onderaardse atoomexplosie uitgevoerd. Deze explosie was velen malen krachtiger dan de explosie in 2006. Op 9 september 2016 werd de meest recente kernproef van het land bevestigd.

### Zuid-Afrika
In 1979 en 1980 hebben ruimtesatellieten twee Zuid-Afrikaanse atoomproeven waargenomen, vermoedelijk uitgevoerd samen met Israël. Het toenmalige apartheidsregime heeft altijd ontkend dat het aan kernwapens werkte, maar onderminister Aziz Pahad heeft dit in 1997 toegegeven. De regering-Mandela had het kleine arsenaal atoombommen toen al ontmanteld en het Verdrag tegen de Verspreiding van Kernwapens ondertekend.

### Oekraïne
Na het uiteenvallen van de Sovjet-Unie kwam een groot deel van het Sovjet-kernwapenarsenaal in Oekraïense handen. In 1996 is dat officieel volledig overgedragen aan Rusland.

## Belangrijke ontwikkelingen
Op 11 mei 1995 werd in New York door 170 landen besloten het verdrag voor onbepaalde tijd en onvoorwaardelijk voort te zetten.
Na het uiteenvallen van de Sovjet-Unie is diens plaats overgenomen door Rusland.